# Tomophyllum polytrichum
Tomophyllum polytrichum är en stensöteväxtart som först beskrevs av Edwin Bingham Copeland, och fick sitt nu gällande namn av Barbara S. Parris. Tomophyllum polytrichum ingår i släktet Tomophyllum och familjen Polypodiaceae. Inga underarter finns listade.